# بخش زافولژسکی، استان ایوانوف
بخش زافولژسکی (به لاتین: Zavolzhsky District) یک منطقهٔ مسکونی در روسیه است که در استان ایوانوف واقع شده‌است.